# Kvantaški stihi
Kvantaški stihi je  pesniška zbirka za odrasle, ki jo je napisal slovenski pisatelj Milan Dekleva. Izšla je leta 1994, pri založbi Aleph.

## Analiza
Pesniška zbirka vsebuje predvsem pesmi z erotično tematiko, poleg teh pa so prisotne tudi pesmi, ki so vezane na politiko, pijančevanje in razmišljanje o preteklosti.

## O zbirki
V pesniški zbirki Kvantaški stihi je zbrano 21 pesmi. Naslovi teh pesmi so: Še se nas perje drži,
Veto na usodo, 
Končno moja!,
Svet sva v pantih zamajala,
Tresoči svet, 
Kanibalska balada, 
Entropija, 
Kratka zgodovina fuka, 
Napaka, 
Šlo je čisto lahko, 
Ekstaza v mesečini,
Absolutna glasba, 
Poslančeva balada, 
Dramaturški napotki,
Jesenska oda, 
Teorija kvantanja, 
Klofuta Tomažu Akvinskemu, 
Desetdnevna vojna, 
Melanholični song, 
Song o minulih stvareh in
Nežno pada čas.